# Bedfordiella unica
Bedfordiella unica är en insektsart som beskrevs av Thompson 1937. Bedfordiella unica ingår i släktet Bedfordiella och familjen fjäderlöss. Inga underarter finns listade i Catalogue of Life.